# Mohammed Salem (fotograf)
Mohammed Jadallah Salem (* 1985) je palestinský fotožurnalista žijící v pásmu Gazy. V roce 2024 vyhrál cenu World Press Photo of the Year. Pro agenturu Reuters pracuje od roku 2003.

## Ocenění
- 2010: 2. cena, kategorie Spot News, World Press Photo Contest[6]
- 2024: World Press Photo of the Year, World Press Photo Contest; Izraelská invaze do Pásma Gazy: Fotografie zobrazuje ženu, která drží tělo své neteře, jež byla zabita izraelským leteckým útokem ve městě Chán Júnis.[7][8][9][10]